# Judit Rolo
Judit Rolo Marichal (San Cristóbal de La Laguna, 30 de octubre de 1990) es una deportista española con discapacidad física que compite en natación adaptada.

## Biografía
Tiene hipocondroplasia, comenzó a nadar a los tres años por recomendación médica por si quería realizarse, cuando llegase a la edad límite de crecimiento, una operación de alargamiento de huesos. Su entrenador actual es José Luis Guadalupe del club Midayu Tenerife.

## Palmarés internacional
Ganó dos medallas en el Campeonato Mundial de Natación Adaptada de 2017, y cinco medallas en el Campeonato Europeo de Natación Adaptada en los años 2016 y 2018. Consiguió dos diplomas en los Juegos Paralímpicos de Río de Janeiro 2016, al finalizar quinta en la prueba de 50 m mariposa S7, y séptima en 200 m estilos SM7.
| Campeonato Mundial | Campeonato Mundial        | Campeonato Mundial | Campeonato Mundial                |
| Año                | Lugar                     | Medalla            | Prueba                            |
| ------------------ | ------------------------- | ------------------ | --------------------------------- |
| 2017               | Ciudad de México (México) | Medalla de plata   | 200 m estilos SM7                 |
| 2017               | Ciudad de México (México) | Medalla de bronce  | 50 m mariposa S7                  |
| Campeonato Europeo |                           |                    |                                   |
| Año                | Lugar                     | Medalla            | Prueba                            |
| 2016               | Funchal (Portugal)        | Medalla de plata   | 50 m mariposa S7                  |
| 2016               | Funchal (Portugal)        | Medalla de bronce  | 4 × 50 m estilos (20 ptos.) mixto |
| 2018               | Dublín (Irlanda)          | Medalla de plata   | 50 m mariposa S7                  |
| 2018               | Dublín (Irlanda)          | Medalla de bronce  | 200 m estilos SM7                 |
| 2018               | Dublín (Irlanda)          | Medalla de bronce  | 4 × 50 m estilos (20 ptos.) mixto |

## Distinciones
- Gala Tenerife Norte deporte, premio en deporte adaptado 2018[5]
- Nominada mejor deportista femenina tinerfeña 2019[6]
- Récord mundial en piscina corta de 25 m en el relevo de 4 × 50 m estilos mixto[7]
- Récord europeo en 100 m mariposa S7.[8]